# ناتالی چو
ناتالی چو (انگلیسی: Natalie Chou؛ زادهٔ ۲۲ دسامبر ۱۹۹۷) بازیکن بسکتبال اهل ایالات متحده آمریکا است.